# Namba Yasaka-jinja
Ne doit pas être confondu avec Namba-jinja.
Le Namba Yasaka-jinja (難波八阪神社) est un sanctuaire shinto dans l'arrondissement Naniwa-ku d'Osaka.

## Histoire
Il n'existe plus de données exactes quant à la date de la première construction de ce lieu de culte, mais il est mentionné pour la première fois dans les Annales de l'An 1069. À cause des frappes aériennes sur Osaka, il a brûlé complètement en 1945. Sa reconstruction et sa forme actuelle datent de mai 1974.

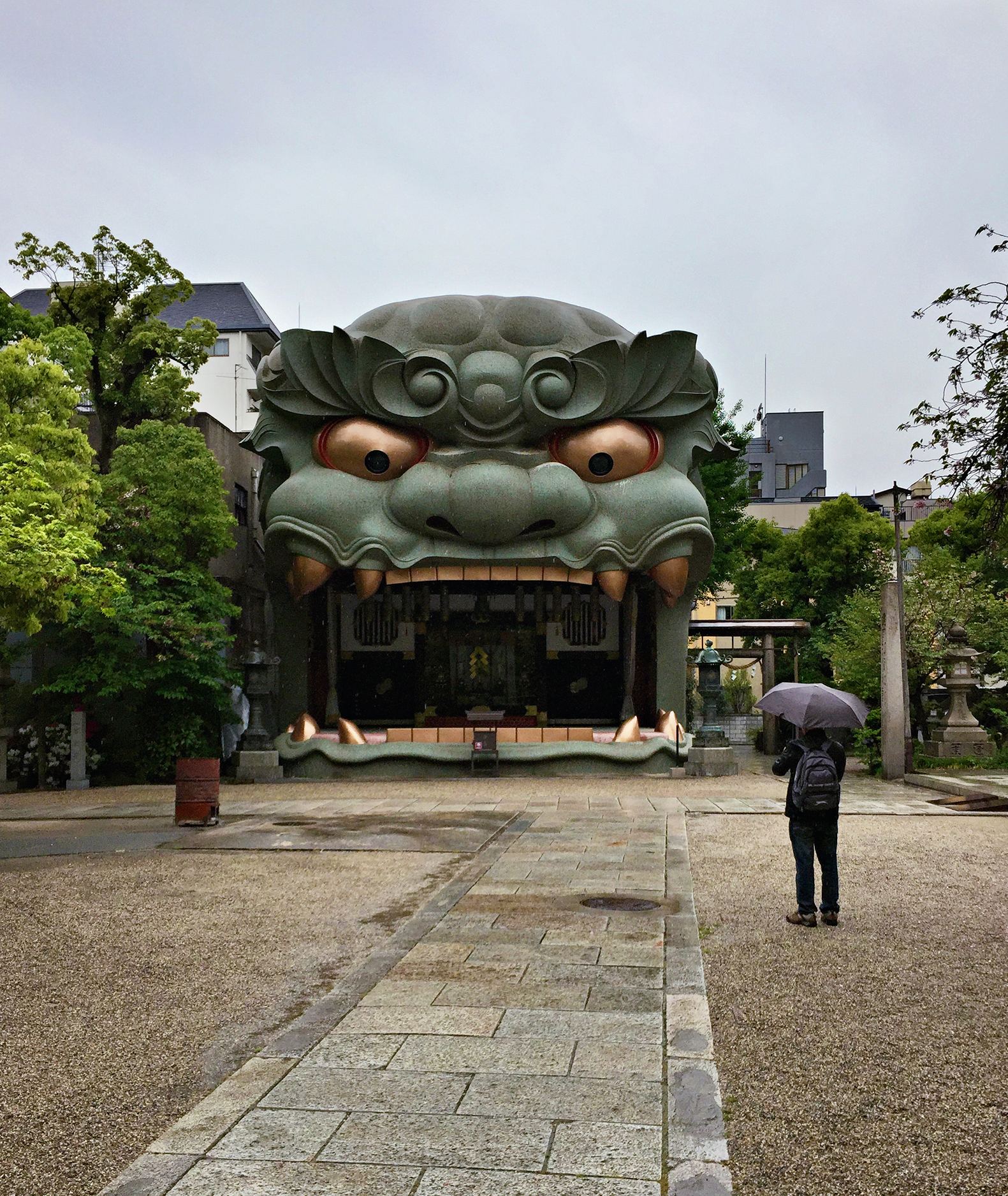
Bâtiment en forme de tête de lion dans le Namba Yasaka-jinja.

La divinité Gozu Tenno (dieu de protection contre les épidémies) est honorée dans ce temple.

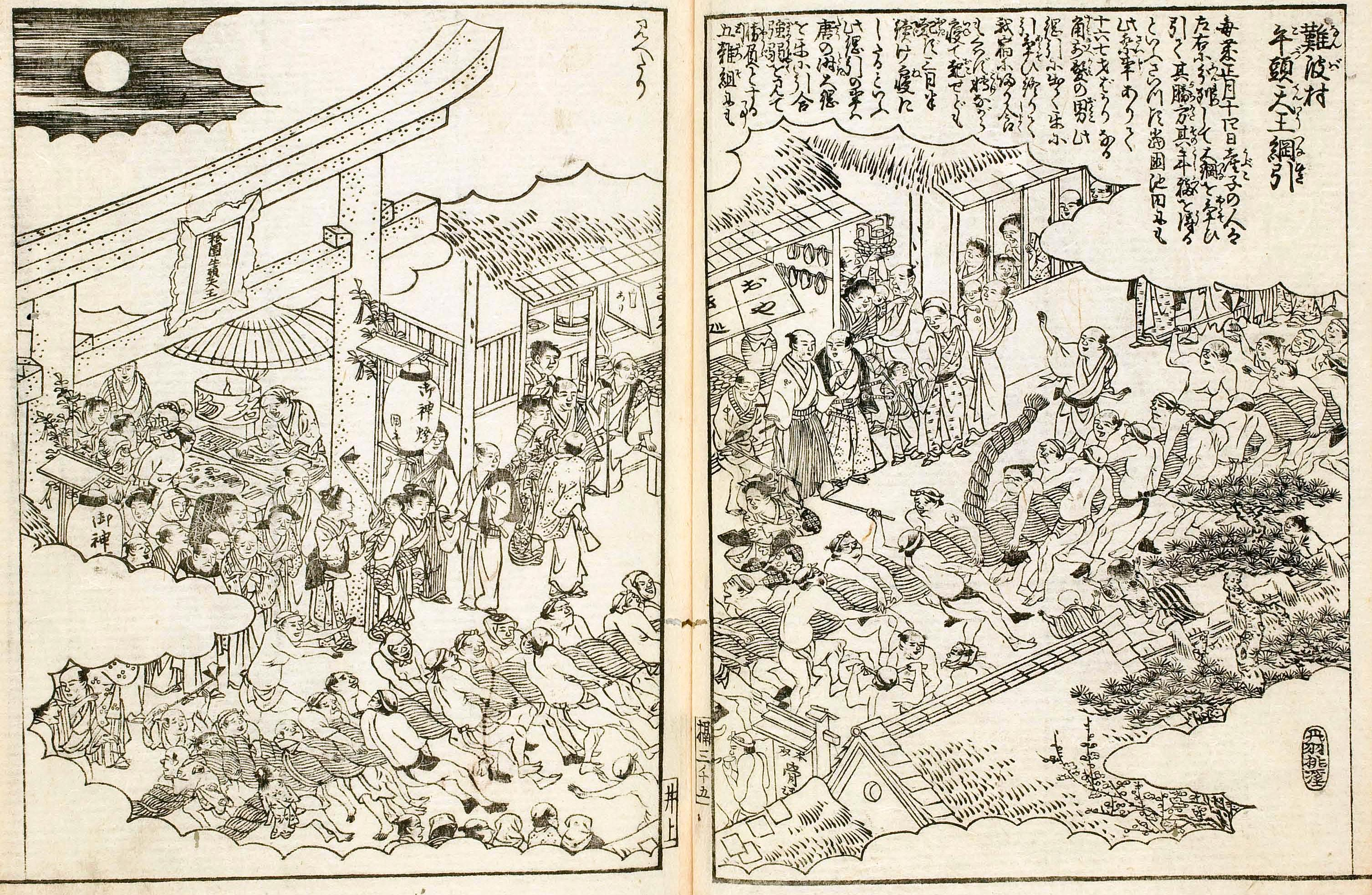
Fête de Gozu-tenno (illustration de la fin du XVIIIe siècle).

## Particularités
Sur la place centrale du temple se trouve un bâtiment de scène de 12 mètres de haut, de 11 mètres de large et de 10 mètres de profondeur, en pierre, en forme de tête de lion. Il est probable que le motif du lion ait été influencé par le style des temples de Taïwan.
Chaque troisième dimanche de janvier, on y procède à un rite inspiré de la mythologie japonaise. Il raconte l'histoire de Susanoo, le dieu du Vent et de la Mer, et du dragon Yamata-no-Orochi. En 2001, ce rituel est officiellement reconnu comme élément du patrimoine immatériel de la ville d'Osaka.